# Chiesa dei Santi Cosma e Damiano (Alberobello)
La chiesa dei Santi Cosma e Damiano è la parrocchiale di Alberobello, in città metropolitana di Bari e diocesi di Conversano-Monopoli; fa parte della zona pastorale di Alberobello.

## Storia
Nel 1609 risultava esistente ad Alberobello una cappella dedicata alla Beata Vergine delle Grazie; il culto dei santi Cosma e Damiano è invece attestato a partire dal 1636.
Il vescovo di Conversano Giuseppe Palermo elevò nel 1665 il luogo di culto a parrocchiale, ma dopo cinque anni, nel 1670, la disposizione venne revocata per volere della famiglia Acquaviva d'Aragona.
A cominciare dal 1725 la chiesa fu interessata da ampliamenti; a partire dal 1797 rinacque nella comunità alberobellese il desiderio dell'autonomia parrocchiale, che venne poi concessa il 16 marzo 1814 con territorio dismembrato dalla matrice di Noci.
Tra il 1881 e il 1885 venne riedificata la facciata su disegno dell'architetto Antonio Curri; successivamente anche il resto dell'edificio fu interessato da un rifacimento su progetto del medesimo, del quale non si provvide a innalzare solo la cupola.
La parrocchiale venne dichiarata santuario il 12 settembre 1938 e nel 1966 si procedette all'installaziome del nuovo altare marmoreo e nel il 18 febbraio 2000 fu conferito alla chiesa anche il titolo di basilica minore.

## Descrizione

### Esterno
La facciata della chiesa, rivolta a mezzogiorno e caratterizzata da un ampio portico, presenta centralmente una grande serliana che permette l'accesso al portale d'ingresso architravato e ai lati due altri passaggi sormontati da bifore; il prospetto è inoltre abbellito da lesene e semicolonne corinzie sorreggenti la trabeazione dentellata e il timpano triangolare.
Sopra la facciata si ergono i due campanili gemelli, ognuno dei quali presenta, all'altezza della cella, su ogni lato una serliana protetta da balaustra ed è coronato da una guglia piramidale poggiante sul tamburo.

### Interno

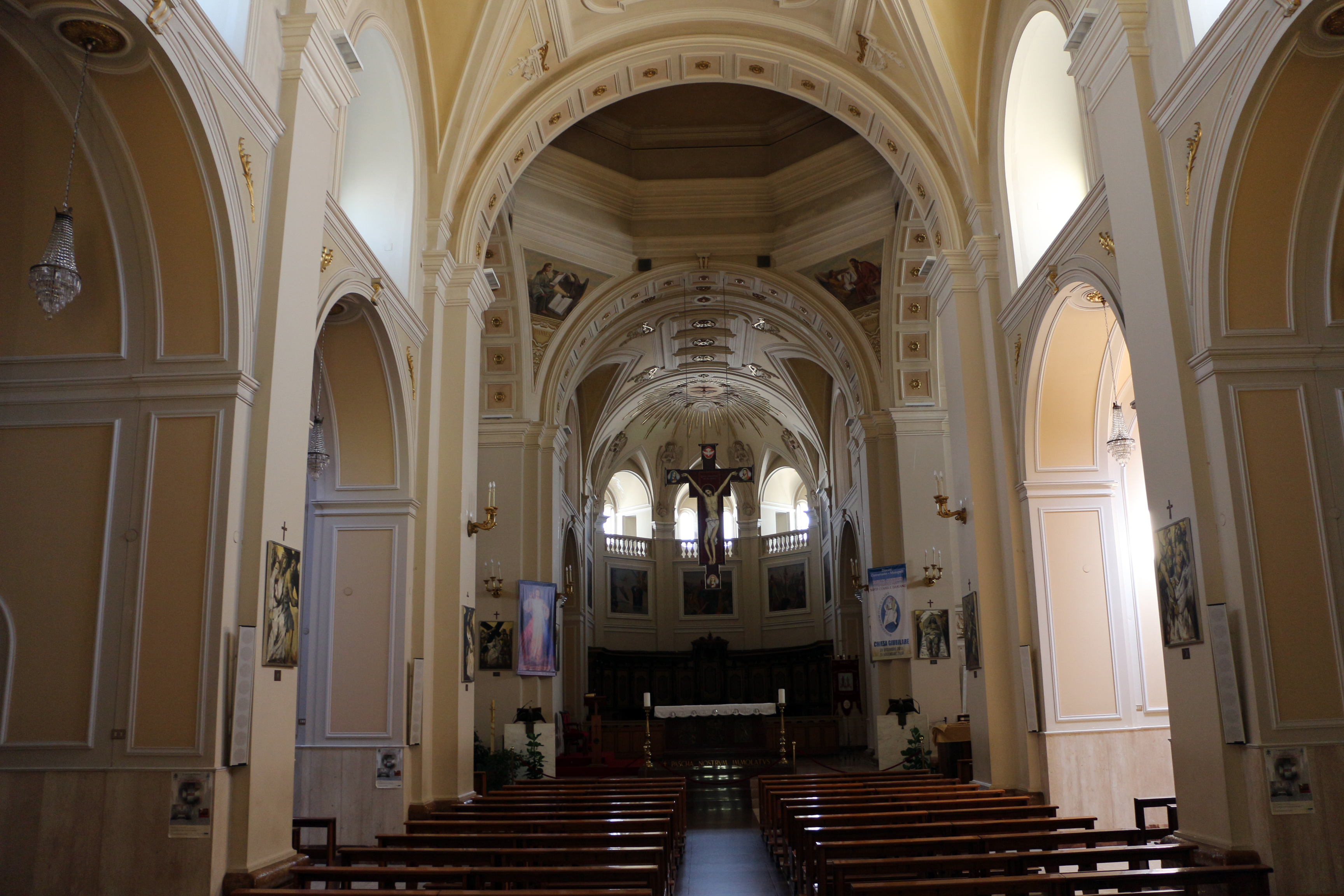
L'interno

L'interno dell'edificio, la cui pianta è a croce latina con transetto, si compone di un'unica navata, sulla quale si affacciano le cappelle laterali, tra di loro intercomunicanti introdotte da archi a tutto sesto sopra i quali corre una cornice modanata, e le cui pareti sono scandite da lesene con capitelli dorici sorreggenti le volte; al termine dell'aula si sviluppa il presbiterio, rialzato di alcuni gradini e chiuso dall'abside di forma poligonale, entro la quale trova posto il coro ligneo.
Qui sono conservate diverse opere di pregio, tra le quali il quadro con soggetto l'Ultima Cena, eseguita da Marco Sgobba, le due tele che ritraggono la Misericordia di Dio e Gesù Maestro, eseguite nel 1979 da Onofrio Bramante, autore pure delle quindici stazioni della Via Crucis del 1980, e le due statue raffiguranti San Cosma e San Damiano, realizzate rispettivamente da Francesco Paolo Antolini nel 1782 e da Luca Abbattista nel 1784.